# Anderswo
Anderswo ist ein deutscher Film von Ester Amrami. Der Film hatte seine Premiere im Rahmen des Internationalen Forums der Berlinale 2014. Der Kinostart in Deutschland war am 15. Januar 2015.

## Handlung
Noa ist vor Jahren aus Israel zum Studieren nach Berlin gekommen. Als man ihr die Forschungsgelder ihres Stipendiums streicht, ist es auch das Ende ihres Herzens-Projekts, einem Wörterbuch für unübersetzbare Wörter. Da sich auch noch ihr Freund Jörg für ein Engagement in Stuttgart bewirbt, fliegt sie kurzentschlossen nach Israel. Zu Hause will sie vom durchwachsenen Alltag abschalten und das Gefühl von Isolation hinter sich lassen. Es dauert jedoch nicht lange, bis Noa feststellt, dass sich die alte Heimat genauso anfühlt wie die Stadt, aus der sie geflohen ist. Plötzlich taucht auch noch Jörg auf, genau am nationalen Gedenktag, sodass Noas zwei Welten endgültig kollidieren.

## Kritik
Der Filmdienst urteilt, der „psychologisch differenzierte Debütfilm“ behandle „verschiedene Schichten und Geschichten, ohne die Erzählung einer verunsicherten Identität aus dem Blick zu verlieren“. Der „gut gespielte Ensemblefilm handelt von Kommunikation und Sprache, familiären Empfindlichkeiten und der Frage, an wie vielen Orten man zu Hause sein kann, ohne sich darüber selbst zu verlieren“.

## Auszeichnungen
- 2015: Prädikat „wertvoll“ der Deutschen Film- und Medienbewertung (FBW)[4]
- 2014: Nachwuchspreis Beste Regie des Studio Hamburg
- 2014: FIPRESCI-Preis beim Filmkunstfest Mecklenburg-Vorpommern 2014
- 2014: Bester Spielfilm lang beim Filmfestival Sehsüchte
- 2014: Preis „DIALOGUE en Perspective“ beim IFF der Berlinale
- 2014: Preis des Independent Camera beim Internationalen Filmfestival Karlovy Vary[5]
- 2014: Auswahl European Panorama beim 22. International Film Festival of the Art of Cinematography Camerimage